# Sīāh Lāt
Sīāh Lāt (persiska: سیاه لات) är en ort i Iran.   Den ligger i provinsen Gilan, i den norra delen av landet, 180 km nordväst om huvudstaden Teheran. Sīāh Lāt ligger 83 meter över havet och antalet invånare är 171.
Terrängen runt Sīāh Lāt är varierad. Runt Sīāh Lāt är det ganska tätbefolkat, med 134 invånare per kvadratkilometer. Närmaste större samhälle är Rūdsar, 12,8 km norr om Sīāh Lāt. I omgivningarna runt Sīāh Lāt växer i huvudsak blandskog.